# Marysville (Ohio)
Marysville és una població dels Estats Units a l'estat d'Ohio. Segons el cens del 2000 tenia 15.942 habitants.

## Demografia
Segons el cens del 2000, Marysville tenia 15.942 habitants, 5.563 habitatges, i 3.788 famílies. La densitat de població era de 396,3 habitants per km².
Dels 5.563 habitatges en un 38,4% hi vivien nens de menys de 18 anys, en un 53,8% hi vivien parelles casades, en un 10,8% dones solteres, i en un 31,9% no eren unitats familiars. En el 26,5% dels habitatges hi vivien persones soles el 8,5% de les quals corresponia a persones de 65 anys o més que vivien soles. El nombre mitjà de persones vivint en cada habitatge era de 2,51 i el nombre mitjà de persones que vivien en cada família era de 3,05.
Per edats la població es repartia de la següent manera: un 26,2% tenia menys de 18 anys, un 9,1% entre 18 i 24, un 38,9% entre 25 i 44, un 0% de 45 a 60 i un 9,1% 65 anys o més.
L'edat mediana era de 32 anys. Per cada 100 dones de 18 o més anys hi havia 67,4 homes.
La renda mediana per habitatge era de 46.765 $ i la renda mediana per família de 55.464 $. Els homes tenien una renda mediana de 40.973 $ mentre que les dones 27.427 $. La renda per capita de la població era de 19.127 $. Aproximadament el 4% de les famílies i el 5,7% de la població estaven per davall del llindar de pobresa.

## Poblacions més properes
El següent diagrama mostra les poblacions més properes.